# Pasta de sésamo

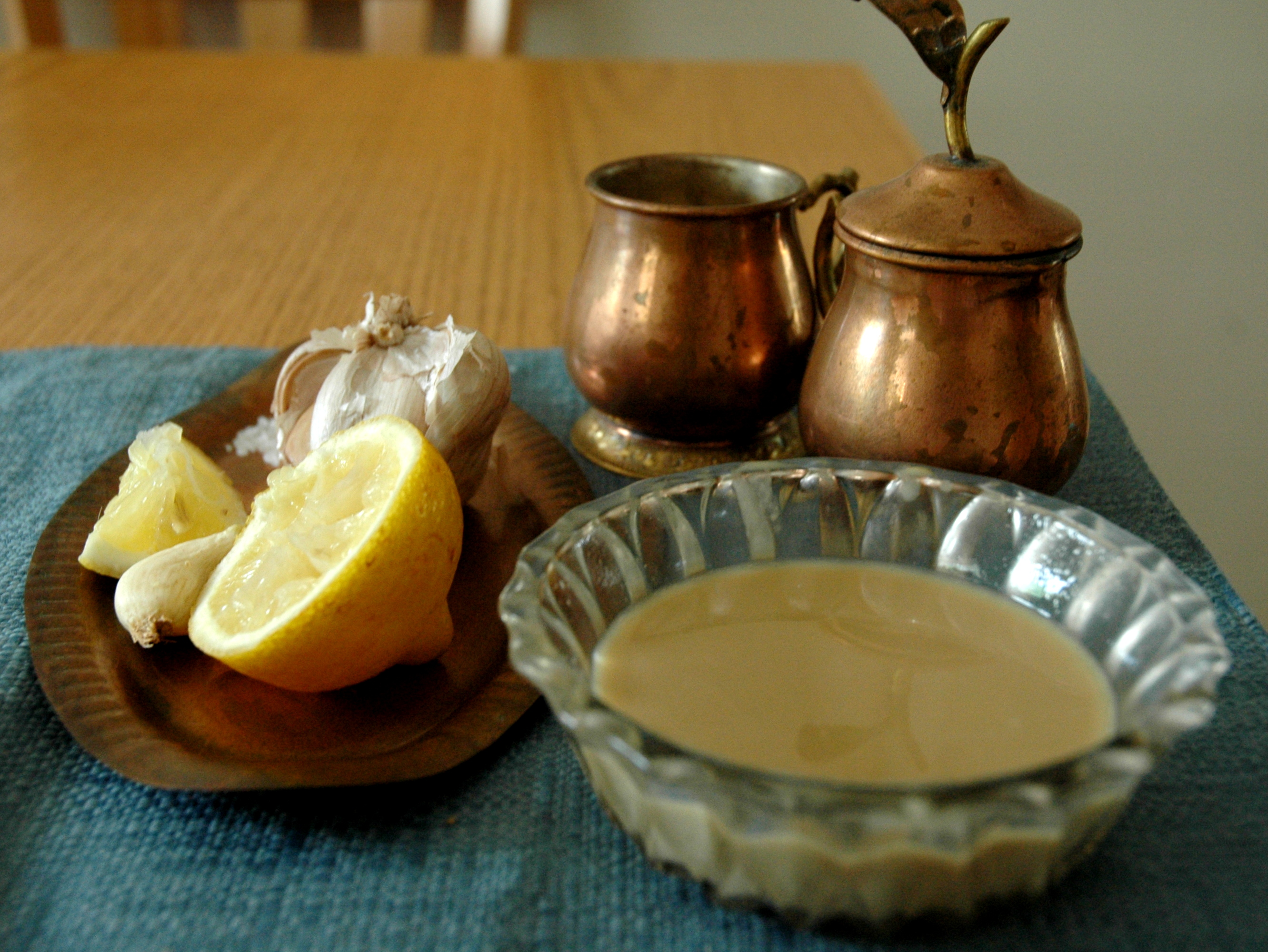
Pasta de sésamo en el Medio Oriente

La pasta de sésamo es una salsa que se prepara moliendo semillas de sésamo en polvo. Según el color del material de sésamo utilizado, se puede dividir en pasta de sésamo blanco y pasta de sésamo negro. También se divide en pasta de sésamo crudo (el sésamo no se fríe antes de moler) y pasta de sésamo cocido (el sésamo se fríe antes de moler). Es un semisólido relativamente viscoso lo que también hace que la pasta de sésamo no se deteriore fácilmente. La pasta de sésamo debe refrigerarse después de abrir. El calor ultra alto hará que la pasta de sésamo pierda sabor.

## Pasta
Las semillas de sésamo se remojan en agua, se pelan y luego se muelen hasta convertirlas en puré.

## Usos

### China
En la cocina china, la pasta de sésamo (chino: 芝麻醬 zhimajiang) se usa como condimento en muchos platos. La pasta de sésamo china se diferencia de la pasta de sésamo del Medio Oriente en que el sésamo se tuesta, por lo que la pasta es mucho más oscura y tiene mucha menos astringencia. 
La cocina china utiliza principalmente pasta de sésamo cocida, generalmente pasta de sésamo blanco para encurtidos y pasta de sésamo negro para postres. La pasta de sésamo es el condimento principal para el Rè gān miàn (en chino 热干面, o noodles secos calientes con pasta de sésamo) y el májiàng miàn (en chino 麻酱面, noodles de sésamo) ; también se puede usar para untar pan o Mantou, una especie de condimento para panqueques del norte del país, condimento para platos fríos. También es uno de los condimentos básicos para la olla caliente . Los Liáng miàn (en chino 涼麵, una especie de noodles fríos ) también utilizan pasta de sésamo como condimento principal. A menudo, la pasta de sésamo blanco se usa en los platos salados, mientras que la pasta de sésamo negro se usa en los postres (que no debe confundirse con la sopa de sésamo negro, que se prepara de manera diferente a la pasta de sésamo y debe considerarse dos elementos diferentes). 
La pasta de sésamo es un condimento principal en los noodles secos y calientes de la cocina de Hubei y el ma jiang mian (noodles de pasta de sésamo) de la cocina del noreste de China y la cocina taiwanesa. La pasta de sésamo también se usa como pan o mantou para untar, y se puede acompañar o hornear en Bing (pan plano chino). La pasta de sésamo se usa como aderezo, condimento y salsa en platos fríos (por ejemplo, Liangfen) y estofados.

### Asia occidental
La pasta de sésamo cruda es un ingrediente importante en el oeste de Asia. A menudo se come con pan de pita con miel, o se usa con carne, y también es uno de los ingredientes para hacer hummus .